# Mary Loos
Mary Loos (San Diego, 6 maggio 1910 – Monterey, 11 ottobre 2004) è stata una sceneggiatrice e produttrice cinematografica statunitense. Era la nipote della sceneggiatrice e scrittrice Anita Loos.

## Biografia
Figlia di un medico, studia alla Stanford University ed inizia la sua carriera con il primo marito, Richard Sale, lavorando a New York. Quando si trasferiscono ad Hollywood inizia a scrivere per conto suo e tra i suoi lavori si ricordano: Il sig. Belvedere va in collegio del 1949 con Shirley Temple, Aspettami stasera del 1951 con Betty Grable e Il mondo è delle donne con Lauren Bacall del 1954. Scrive anche qualche episodio per alcune serie televisive, fra cui Vita da strega e si ritira dalle scene nel 1970.

## Filmografia
- Bill sei grande! (When Willie Comes Marching Home), regia di John Ford (1950)
- La linea francese (The French Line), regia di Lloyd Bacon (1954)